# 橋元親
橋元 親（はしもと ちかし、1923年1月15日 - 2000年1月29日）は、日本の柔道家（講道館9段、大日本武徳会錬士）。
天理大学柔道部や旭化成柔道部の師範のほか、全日本柔道連盟参与、近畿地区柔道連盟評議委員、関西学生柔道連盟会長等を歴任した。

## 経歴
宮崎県延岡市出身。県立延岡中学校入学と同時に、幼少からの病弱を案じた両親の意向に従い剣道部に入部した。2年生になり柔道部へ移ると、武道専門学校出身の平野直の手ほどきを受けて成長したほか、家から学校までアップダウンのある片道15kmを自転車で毎日通学し、これにより強靭な足腰が出来上がっていったという。3年生で大日本武徳会の初段、翌年に2段、卒業時には当時少なかった3段にまで昇段している。
1941年4月に師と同じ武道専門学校へ入学し、同年の暮れには4段位を許される。この頃の武道専門学校の先輩には後に全日本を獲る松本安市や吉松義彦ら猛者揃いであり、橋元はその人ごとに揉まれ鍛えられていった。2年生の時には夏季休暇を利用して鳥取砂丘で野外柔道という荒稽古も行っている。また、同じ宮崎県出身で主任教授を務めていた磯貝一や教授の広瀬巌らからは、心技の両面において特に厳しく指導を受けた。
これら猛修行の甲斐もあり釣込腰や裏投等を武器に次第に“わざ師・橋元”の名を広め、その成長ぶりを証明するかのように1942年5月に武徳会から錬士号を、1943年7月には等級で一等（5段）を授与されている。
一方で太平洋戦争の戦禍が愈々熾烈を極め、橋元は1943年12月に学徒出陣のため学校を繰上げ卒業となり帝国海軍では第1期飛行専修予備性（特攻隊）としての訓練を受けるものの、出陣の直前に終戦を迎えて復員した。
| 段位 | 年月日               | 年齢                 |
| ---- | -------------------- | -------------------- |
| 入門 | 1952年1月20日        | 29歳                 |
| 初段 | 大日本武徳会にて取得 | 大日本武徳会にて取得 |
| 2段  | 〃                   | 〃                   |
| 3段  | 〃                   | 〃                   |
| 4段  | 〃                   | 〃                   |
| 5段  | 〃                   | 〃                   |
| 6段  | 1946年1月24日        | 23歳                 |
| 7段  | 1957年11月20日       | 34歳                 |
| 8段  | 1969年4月29日        | 46歳                 |
| 9段  | 1992年4月            | 69歳                 |

終戦後の1948年9月には宮崎県警の柔道部に籍を置いた。実に5年振りに柔道衣に袖を通したものの実力の低下が激しく、稽古衣を着るのも嫌になったという。「一から出直し」と決意して自身を奮い立たせた25歳の橋元は、休暇を利用して東京の講道館へ通うなどして鍛え直し、徐々に昔へ帰って行った。
その後は1949年10月の全日本東西対抗大会に出場して優秀選手に選出されたり、1952年の全日本選手権大会へ出場して、かつて2度全日本王者に輝いている石川隆彦と互角の戦いを繰り広げたほか、団体戦でも宮崎県警の九州管区警察柔道大会での3連覇（1948-1950年）や全国警察大会での優勝（1949年）に貢献した。なお、この時の宮崎県警には中村常男や朝飛速夫らも所属しており、決勝戦での大阪府警との試合では5対0での圧勝という快挙を成し遂げている。
1952年9月に福岡県警へ転籍後も精力的に各大会で活躍し、全日本東西対抗大会には計8度出場して最優秀選手賞を1度、優秀賞を3度受賞。とりわけ1956年9月に開催された東西対抗大会では、同年春の第1回世界選手権大会を制した夏井昇吉を袖釣込腰で下し、会場の大阪府立体育会館は大きなどよめきと拍手に包まれたという。また、身長176cm・体重80kgという小躯ながら体重無差別で行われる全日本選手権大会にも1952年から57年まで6大会連続で出場している。
1955年1月に天理大学体育学部へ講師として迎えられると、自身も選手として活躍し1957年の全日本選手権大会で3位入賞する傍ら、松本安市と共にアントン・ヘーシンクら後進の指導にも当たり、後に助教授・柔道部主任師範・教授を歴任する。なお、柔道部の初代主将を務めた今村春夫（現・全日本柔道連盟国際委員）は、スパルタ指導をする松本に対し橋元は非常に温厚な人柄で、松本が父親、橋元が母親のような役割であったと専門雑誌『近代柔道』に寄稿している。
指導者としては、親善大会の日本チームの監督としてのソ連・西ドイツへの遠征に加え、外務省の文化使節としてアフリカを2ヶ月間回り指導したほか、国際柔道審判員も務めるなど柔道の国際普及に大きく貢献。この間、1969年に8段。
1985年の天理大学を定年退職すると旭化成の柔道師範として招かれ、1987年より故郷・宮崎にて指導を行った。
1992年の講道館創立110周年記念式典にて、当時事実上の最高段位であった9段位に列せられ赤帯を允許。昇段に際して橋元は「恩賜・先輩・関係各方面の方々のご指導とご支援の賜物」「虚弱体質だった私が柔道を習い始めて50年余、今後は益々精進努力を重ねて柔道を通じ御恩返しをしなければ」と謙虚に語った。
2000年1月29日に肺炎のため逝去。享年78。